# Gerardo Seoane
Gerardo Seoane Castro (Lucerna, Suiza, 30 de octubre de 1978) es un exfutbolista y entrenador suizo de origen español que jugaba de centrocampista. Actualmente dirige al Borussia Mönchengladbach de la Bundesliga alemana.

## Carrera como jugador
Gerardo Seoane comenzó su carrera como juvenil en el FC Rothenburg y luego pasó al FC Luzern. Seoane era considerado un gran talento en el fútbol suizo a fines de la década de 1990, pero no pudo afirmarse ni en el FC Luzern ni más tarde en el FC Sion. En 1998 se trasladó a España y pasó varios años en la tierra gallega de sus padres, fichando por el Deportivo La Coruña. Allí jugó dos veces en la copa y el resto sólo para el equipo B y en 2001 fichó cedido por seis meses en el AC Bellinzona. Seoane volvió entonces al Deportivo, para no pudo completar siquiera un partido con el equipo profesional.
El FC Aarau lo fichó en 2002, en el que fue titular durante dos años. De ahí pasó al Grasshopper junto al entrenador Alain Geiger. A principios de 2007 regresó al FC Luzern y jugó allí hasta el 2010. En el partido de copa contra el Grasshopper, el entonces jugador de 28 años se fracturó la tibia y el peroné el 14 de marzo de 2007. Terminó su carrera en el club de Lucerna en junio de 2010.

## Carrera como entrenador
Tras el final de su carrera como futbolista profesional, Seoane trabajó en la división juvenil del FC Luzern y en abril de 2013 estuvo al frente del primer equipo durante un partido de forma interina. De 2014 a 2017 fue entrenador del equipo sub-21. Tras la destitución de Markus Babbel, Seoane asumió como entrenador del primer equipo del club en enero de 2018, que en ese momento ocupaba el noveno lugar, tres puntos por encima de la zona de descenso. Debido a una excelente segunda mitad de la temporada, terminaron en el tercer lugar.
Seoane fue nombrado entrenador del Young Boys, campeón de la Superliga suiza, el 2 de junio de 2018. Fue considerado una elección sorpresa para suceder a Adi Hütter como entrenador. Al asumir su cargo, se comprometió a continuar con el estilo de juego de Hütter y mantener al personal de la trastienda en su lugar.
En su primera temporada a cargo, guio al club a su título de liga N°13 y ayudó al equipo a clasificarse para la fase de grupos de la Liga de Campeones de la UEFA por primera vez en la historia del club. En su segunda temporada, Seoane llevó al club a un doblete doméstico, entregando su 14º título de liga (el tercero consecutivo) y el séptimo título de copa y el primero en más de 30 años.
En mayo de 2021, se anunció que Seoane entrenaría al Bayer Leverkusen de la Bundesliga. En la temporada 2021-22, llevó al equipo a terminar tercero en el torneo local, siendo su mejor resultado en siete temporadas. Sin embargo, fue despedido el 5 de octubre de 2022, debido al comienzo de temporada más pobre del club desde su ascenso en 1979.
En junio de 2023, fue nombrado nuevo entrenador del Borussia Mönchengladbach, a partir de la temporada 2023-24.

## Clubes

### Como jugador
| Club                    | País   | Año       |
| ----------------------- | ------ | --------- |
| FC Luzern               | Suiza  | 1997      |
| FC Sion                 | Suiza  | 1997-1998 |
| Deportivo La Coruña B   | España | 1998-2002 |
| AC Bellinzona (Cedido)  | Suiza  | 1999-2000 |
| FC Aarau                | Suiza  | 2002-2004 |
| Grasshopper-Club Zürich | Suiza  | 2004-2006 |
| FC Luzern               | Suiza  | 2007-2010 |

### Como entrenador
| Club                     | País     | Año         |
| ------------------------ | -------- | ----------- |
| FC Luzern (Interino)     | Suiza    | 2013        |
| FC Luzern                | Suiza    | 2018        |
| Young Boys               | Suiza    | 2018-2021   |
| Bayer Leverkusen         | Alemania | 2021-2022   |
| Borussia Mönchengladbach | Alemania | 2023 - Act. |

## Estadísticas como entrenador
| Equipo                              | Div.                | Temporada           | Liga  | Liga | Liga | Liga | Liga |       | Copa | Copa | Copa | Copa  |    | Internacional | Internacional | Internacional | Internacional | Internacional |   | Otros | Otros | Otros | Otros |    | Totales     | Totales | Totales | Totales | Totales | Totales | Totales | Totales |
| Equipo                              | Div.                | Temporada           | Part. | G    | E    | P    | Pos. | Part. | G    | E    | P    | Part. | G  | E             | P             | Pos.          | Part.         | G             | E | P     | Part. | G     | E     | P  | Rendimiento | GF      | GC      | Dif.    |         |         |         |         |
| ----------------------------------- | ------------------- | ------------------- | ----- | ---- | ---- | ---- | ---- | ----- | ---- | ---- | ---- | ----- | -- | ------------- | ------------- | ------------- | ------------- | ------------- | - | ----- | ----- | ----- | ----- | -- | ----------- | ------- | ------- | ------- | ------- | ------- | ------- | ------- |
| Luzern · Suiza                      | 1.ª                 | 2012-13             | 1     | 0    | 0    | 1    | Int. | -     | -    | -    | -    | -     | -  | -             | -             | -             | -             | -             | - | -     | 1     | 0     | 0     | 1  | 0%          | 1       | 2       | -1      |         |         |         |         |
| Luzern · Suiza                      | 1.ª                 | 2017-18             | 17    | 10   | 4    | 3    | 3.º  | -     | -    | -    | -    | -     | -  | -             | -             | -             | -             | -             | - | -     | 17    | 10    | 4     | 3  | 66.66%      | 26      | 17      | +9      |         |         |         |         |
| Luzern · Suiza                      | Total               | Total               | 18    | 10   | 4    | 4    | -    | -     | -    | -    | -    | -     | -  | -             | -             | -             | -             | -             | - | -     | 18    | 10    | 4     | 4  | 62.97%      | 27      | 19      | +8      |         |         |         |         |
| Young Boys · Suiza                  | 1.ª                 | 2018-19             | 36    | 29   | 4    | 3    | 1.º  | 4     | 3    | 0    | 1    | 8     | 2  | 2             | 4             | FG            | -             | -             | - | -     | 48    | 34    | 6     | 8  | 75%         | 113     | 58      | +55     |         |         |         |         |
| Young Boys · Suiza                  | 1.ª                 | 2019-20             | 36    | 23   | 7    | 6    | 1.º  | 6     | 6    | 0    | 0    | 8     | 2  | 4             | 2             | FG            | -             | -             | - | -     | 50    | 31    | 11    | 8  | 69.33%      | 114     | 56      | +58     |         |         |         |         |
| Young Boys · Suiza                  | 1.ª                 | 2020-21             | 36    | 25   | 9    | 2    | 1.º  | 1     | 0    | 0    | 1    | 13    | 7  | 1             | 5             | 1/8           | -             | -             | - | -     | 50    | 32    | 10    | 8  | 70.67%      | 96      | 52      | +44     |         |         |         |         |
| Young Boys · Suiza                  | Total               | Total               | 108   | 77   | 20   | 11   | -    | 11    | 9    | 0    | 2    | 29    | 11 | 7             | 11            | -             | -             | -             | - | -     | 148   | 97    | 27    | 24 | 71.62%      | 323     | 166     | +157    |         |         |         |         |
| Bayer Leverkusen · Alemania         | 1.ª                 | 2021-22             | 34    | 19   | 7    | 8    | 3.º  | 2     | 1    | 0    | 1    | 8     | 4  | 1             | 3             | 1/8           | -             | -             | - | -     | 44    | 24    | 8     | 12 | 60.61%      | 100     | 58      | +42     |         |         |         |         |
| Bayer Leverkusen · Alemania         | 1.ª                 | 2022-23             | 8     | 1    | 2    | 5    | Inc. | 1     | 0    | 0    | 1    | 3     | 1  | 0             | 2             | Inc.          | -             | -             | - | -     | 12    | 2     | 2     | 8  | 22.23%      | 14      | 23      | -9      |         |         |         |         |
| Bayer Leverkusen · Alemania         | Total               | Total               | 42    | 20   | 9    | 13   | -    | 3     | 1    | 0    | 2    | 11    | 5  | 1             | 6             | -             | -             | -             | - | -     | 56    | 26    | 10    | 20 | 52.38%      | 114     | 81      | +33     |         |         |         |         |
| Borussia Mönchengladbach · Alemania | 1.ª                 | 2023-24             | 34    | 7    | 13   | 14   | 14.º | 4     | 3    | 0    | 1    | -     | -  | -             | -             | -             | -             | -             | - | -     | 38    | 10    | 13    | 15 | 37.72%      | 68      | 70      | -2      |         |         |         |         |
| Borussia Mönchengladbach · Alemania | 1.ª                 | 2024-25             | 34    | 13   | 6    | 15   | 10.º | 2     | 1    | 0    | 1    | -     | -  | -             | -             | -             | -             | -             | - | -     | 36    | 14    | 6     | 16 | 44.45%      | 59      | 60      | -1      |         |         |         |         |
| Borussia Mönchengladbach · Alemania | 1.ª                 | 2025-26             | 0     | 0    | 0    | 0    | -    | 1     | 1    | 0    | 0    | -     | -  | -             | -             | -             | -             | -             | - | -     | 1     | 1     | 0     | 0  | 100%        | 3       | 2       | +1      |         |         |         |         |
| Borussia Mönchengladbach · Alemania | Total               | Total               | 68    | 20   | 19   | 29   | -    | 7     | 5    | 0    | 2    | -     | -  | -             | -             | -             | -             | -             | - | -     | 75    | 25    | 19    | 31 | 41.77%      | 130     | 132     | -2      |         |         |         |         |
| Total en su carrera                 | Total en su carrera | Total en su carrera | 236   | 127  | 52   | 57   | -    | 21    | 15   | 0    | 6    | 40    | 16 | 8             | 16            | -             | -             | -             | - | -     | 297   | 158   | 60    | 79 | 59.93%      | 594     | 398     | +196    |         |         |         |         |
| 1. 2.                               |                     |                     |       |      |      |      |      |       |      |      |      |       |    |               |               |               |               |               |   |       |       |       |       |    |             |         |         |         |         |         |         |         |

### Resumen por competiciones
| Competición                  | Partidos | Ganados | Empatados | Perdidos | %      | Resultado        |
| ---------------------------- | -------- | ------- | --------- | -------- | ------ | ---------------- |
| Superliga de Suiza           | 126      | 87      | 24        | 15       | 75.4%  | Campeón          |
| Copa de Suiza                | 11       | 9       | 0         | 2        | 81.82% | Campeón          |
| Bundesliga                   | 110      | 40      | 28        | 42       | 44.84% | 3.er lugar       |
| Copa de Alemania             | 10       | 6       | 0         | 4        | 60%    | Cuartos de final |
| Liga de Campeones de la UEFA | 15       | 4       | 4         | 7        | 35.56% | Fase de grupos   |
| Liga Europa de la UEFA       | 25       | 12      | 4         | 9        | 53.33% | Octavos de final |
| TOTAL                        | 297      | 158     | 60        | 79       | 59.93% | 4 Títulos        |

## Palmarés

### Como entrenador

#### Campeonatos nacionales
| Título             | Club       | País  | Año     |
| ------------------ | ---------- | ----- | ------- |
| Superliga de Suiza | Young Boys | Suiza | 2018-19 |
| Superliga de Suiza | Young Boys | Suiza | 2019-20 |
| Copa de Suiza      | Young Boys | Suiza | 2019-20 |
| Superliga de Suiza | Young Boys | Suiza | 2020-21 |